# لینووو (شهرستان گووداپ)
لینووو (به لاتین: Linowo) یک روستا در لهستان است که در گمینا دوبنگنکی واقع شده‌است. لینووو ۶۲ نفر جمعیت دارد.